# 中条藤資
中条 藤資（なかじょう ふじすけ）は、戦国時代の武将。越後国の国人領主中条氏の第19代当主。沼垂郡（北蒲原郡）奥山庄の鳥坂城主。揚北衆三浦党で、七手組大将の一人。上杉謙信の家臣筆頭として晩年まで第一線で活動を続けた。諸説あり

## 生涯

### 出生
中条定資の子として生まれる。中条氏は相模国の名族・平姓三浦氏の支流で、鎌倉幕府の初代侍所別当で十三人の合議制に名を連ねた和田義盛の弟の流れである。和田合戦を経てこの系統が三浦和田氏の嫡流となる。実は 上杉房定の子だという説もある

### 父の死と家督相続
明応3年（1494年）、戦死した父・定資に代わり家督を継ぎ鳥坂城城主となる。

### 長尾為景との同盟
永正4年（1507年）8月、越後守護代長尾為景が守護上杉房能を急襲し、自刃に追い込んだ（永正の乱）。為景は上杉定実を新守護に担ぎだした。藤資は他の揚北衆の諸氏が反長尾陣営に与する中、為景を支持し、新守護の定実に仕えた。同年9月、一族の築地忠基、揚北衆の大見安田実秀と共に反為景側の本庄時長の居城・本庄城を攻め、これを陥落させる。時長は嫡子・弥次郎を討ち取られ、城を退去した。この功により、定実より奥山庄荒川保のうち上条分を恩賞として与えられている。永正5年（1508年）5月、同じく反為景側である色部昌長の居城・平林城を攻撃して陥落させる。昌長は為景に誓書を出して降伏した。
永正10年（1513年）8月、藤資は為景と血判起請文を交わした。同月、藤資を介して、為景は安田実秀とも血判起請文を交わしている。
一時上条定憲の反乱に与したこともあるが、結局は為景方に帰参している。

### 守護・上杉定実の後継問題
為景の没後、伊達稙宗の三男・実元を定実の養子に迎え伊達氏の援助の元で守護権力の復活を図ったが天文の乱で頓挫した。

### 上杉謙信との紐帯

#### 景虎の守護代擁立
天文17年（1548年）、藤資は長尾為景の跡を継いだ晴景に替えてその弟の長尾景虎（後の上杉謙信）を守護代に擁立しようと画策した。まず北信濃国の中野城主で景虎の叔父である高梨政頼と結び、越後の国人たちの調略を裏で進めている。景虎の補佐役である本庄実乃を始め、景虎の母方の家である栖吉城主長尾景信、箕冠城主大熊朝秀、与板城主直江実綱、三条城城主山吉行盛らが加わり景虎派を形成していった。この動きが守護代・晴景の知るところとなり、親晴景派の坂戸城城主長尾政景や藤資と対立する同族の黒川城城主黒川清実らと武力抗争となった。しかし同年12月30日、この事態を憂いた守護・定実の調停によって和議が結ばれ、晴景は景虎を養子とした上で家督を譲り隠退した。景虎は19歳で守護代長尾家の家督を相続した。
2年後の天文19年（1550年）2月26日、定実が後継者を遺さずに死去したため、同月、守護代・景虎は室町幕府から「白傘袋」と「毛氈の鞍覆」の使用を許され越後国主として認められることとなる。この時期守護代の地位を得ていたことは、景虎改め上杉謙信が戦国大名として飛躍する上で必要不可欠な要素であり、景虎政権にとっては最重要ともいえる事件である。以後藤資は景虎の重臣として一門に次ぐ待遇を受けた。

#### 関東出兵
永禄2年（1559年）4月、景虎は二度目の上洛を決行し、正親町天皇・将軍足利義輝に拝謁した。この際、景虎は義輝から管領並の待遇を与えられ（上杉の七免許）、そして関東管領・上杉憲政への助力を正式に許可される御内書を得た。この壮挙と帰国の無事を祝賀して配下の諸将が景虎に太刀を贈呈した。この時、藤資は「披露太刀之衆」として太刀を献上していることがその目録「侍衆御太刀之次第」で確認できる。そしてその席次も一門に次ぐ位置にあり、重い待遇を得ていることがわかる。
その後も各地で戦功を挙げ、川中島の戦いでは景虎より血染めの感状を貰う。享年は77とも80を超えていたともいわれる。

### 二代説
これまでの通説に従うと、藤資は明応元年（1492年）に誕生して、同3年（1494年）に家督を継いで、永禄11年（1568年）に死去するまで70年以上にわたって中条氏当主であったとされている。
しかし、中条氏当主が発給した文書を見ると、天文4年（1535年）8月までは、「藤資」「弾正左衛門→越前守」の2系統の署名が見られるが、同年9月に本庄房長や新発田綱貞らと羽前砂越城の砂越氏維宛に花押入りの連名状を認めた際に藤資の花押が無く、代わりに｢藤資事歓楽故不能判形候（藤資の事歓楽の故に判形能わず候）｣と断り書きが記され、それ以降「藤資」の署名が入った文書が存在していない。一方で、天文6年（1537年）になると中条氏当主の署名が「弾正忠」に変わり、遅くても弘治元年（1555年）までに再び「越前守」となっている。前嶋敏はこの不自然な署名の変化は天文4年9月から6年にかけて中条氏で藤資の死去もしくは隠居による当主交代が発生したことによるものと推測する。ただし、天文6年以降に、「弾正忠→越前守」と称した人物の実名を記した史料は現存しておらず、後世に伝わらなかったとみられる。このため、江戸時代に編纂された中条氏の系譜が藤資（「弾正左衛門→越前守」）とその後継者である「弾正忠→越前守」を混同して「中条藤資」という1人の人物にしてしまったのではないか、と推測している。

## 人物・逸話

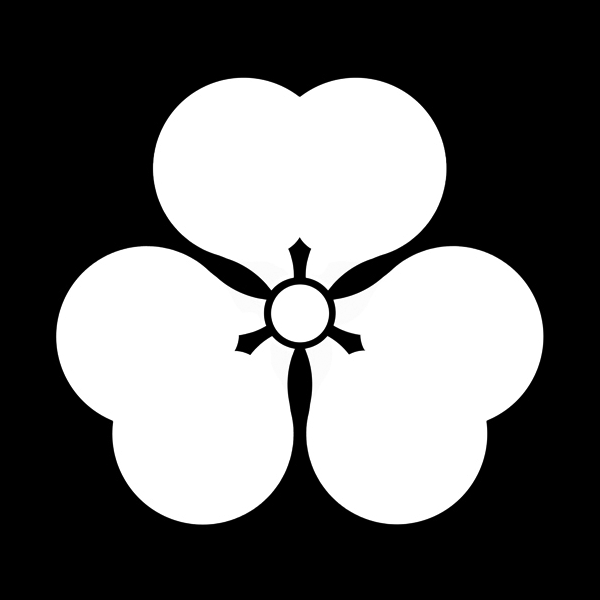
片喰・酢漿草

- 家紋は初め三浦氏の代表紋である「三引両」を用いていたが、南北朝の戦乱で足利尊氏に属して功を挙げ、そのとき尊氏から戦功の証として傍らに生えていた酢漿草を与えられた。これを記念して「片喰・酢漿草」に替えたと『中条家記』に記されている。繁殖力が強く一度根付くと絶やすことが困難であることが、「（家が）絶えない」に通じることから、武家の間では、家運隆盛・子孫繁栄の縁起担ぎとして家紋の図案として用いられた。
- 合戦の際、軍旗には「山」という一字旗を用いた。
- 初期の居館・江上館だけでなく、藤資が普段過ごしたと思われる羽黒館跡からも、15～16世紀のものと思われる明の陶磁器や珠洲焼などが大量に出土した。藤資は「壺収集家」であった可能性が高い。
- 1535年に本庄房長や新発田綱貞らと羽前砂越城の砂越氏維宛に花押入りの連名状を認めた際に藤資は花押を入れていない。これについては同書状中に｢藤資の事歓楽の故に判形能わず候｣と断り書きがあり、藤資は議論の席で酒に酔いつぶれて眠りこけてしまったと思われる。ただし、前述の前嶋敏はこれ以後「藤資」の署名の入った文書の発給が確認できないことから、実際には藤資が病気であったと推測している。

## 評価
- 謙信は、

「この輝虎、生涯忘れることはありません」と血判誓詞という形で評している。
藤資最晩年期に発給されたもので、高齢の藤資への労いと気遣いの念も感じ取れる。

## 系譜
中条氏は三浦長門守平太夫為通を祖とする三浦和田氏の惣領家（本家筋）で、藤資は第19代当主に当たる。
- 正室：高梨政盛の娘 
  - 中条景資 - 嫡男。高梨政頼（上杉謙信の叔父）の娘を室に迎える。なお高梨氏には「黒姫伝説」という伝承もある。
  - 中条資興（籾倉中条家） - 分家した籾倉中条家の初代当主。内記（周彭）。
  - 中条資泰 - 東名左衛門。
- 養子
  - 河田堅親 - 河田長親の弟。中条家家中での対立が理由で後に養子縁組は解消された。その後、大見安田氏の家督を継ぎ安田堅親となった。

## 墓所
- 菩提山往生院極楽寺

所在地は山形県米沢市相生町（移転前は越後国蒲原郡羽黒）。越後中条氏の菩提寺で、第13代当主茂資が病死した兄の慰霊を弔うため暦応2年（1339年）に創建。後の上杉家の米沢転封に伴い寺も現在地に移転した。上杉景勝の菩提寺でもあり、境内には景勝の継室で第2代藩主上杉定勝の生母・桂岩院をはじめ、歴代藩主の夫人3人の墓もある。
- 平田山大輪寺

所在地は新潟県胎内市東本町。同じく茂資が南禅寺の平田和尚を招き貞和2年（1346年）に開山。戊辰戦争の際、新政府軍の宿営地とされ、戦火のため焼失した。現在の建物は再建されたものである。

## 登場作品

### テレビドラマ
- 『天と地と』（NHK大河ドラマ、1969年、演：樋口功→吉田柳児）

### 史跡
- 鳥坂城、羽黒館などの複合城塞（白鳥要害）（国の史跡「奥山荘城館遺跡」のうち）

鎌倉期からの中条氏の居城。日本一小さい山脈である櫛形山脈の北端を利用した山城。「板額御前」の伝説としても有名
- 江上館（国の史跡「奥山荘城館遺跡」のうち）

中条氏初期の居館。無防備な住まいではなく、高度な計算の下改造が施された城塞そのものであることが、現存する土塁・堀・馬出状の虎口や外曲輪・物見台などで確認できる
- 黒川城（奥要害山）（国の史跡「奥山荘城館遺跡」のうち）
- 金山城（国の史跡「奥山荘城館遺跡」のうち）
- 倉田城（国の史跡「奥山荘城館遺跡」のうち）
- 蔵王堂城
- 羽黒神社
- 鮎貝八幡宮

### 寺院
- 徳岩寺 - 三浦和田中条氏の菩提寺

### 祭事
- 中条祭（新潟県胎内市、9月3日～6日）